# Fabian Wolff
Fabian Wolff (geboren 1989 in Ost-Berlin) ist ein deutscher Journalist und Publizist. Er wurde 2023 als Hochstapler in der sogenannten „Kostümjuden“-Debatte bekannt, nachdem er öffentlich gemacht hatte, dass seine jahrelang behauptete Zugehörigkeit zum Judentum angeblich auf falschen Aussagen seiner Mutter basierte.

## Leben
Fabian Wolff wurde einen Monat vor dem Mauerfall in der DDR geboren und wuchs in Berlin-Pankow auf. Er studierte Anglistik und Germanistik auf Lehramt an der Humboldt-Universität zu Berlin und arbeitet als Lehrer in Berlin. Bis zum Jahr 2023 verbreitete er in den Medien, mütterlicherseits von jüdischen Vorfahren abzustammen, und erzielte dadurch bei seiner journalistischen Arbeit besondere Aufmerksamkeit.
Wolff schrieb freiberuflich für zahlreiche Medien, darunter  die Feuilletons von Die Welt, Der Spiegel, Der Tagesspiegel, Süddeutsche Zeitung und Die Zeit sowie die Berliner Gazette. Er produzierte Beiträge bei Deutschlandfunk Kultur zu aktuellen Themen des Literatur-, Musik- und Filmgeschehens. Wolff schrieb unter anderem zu jüdischer Identität in Deutschland und zum Nahost-Konflikt. Von der Jüdischen Allgemeinen, für die er jahrelang als freier Autor tätig war, trennte er sich, nachdem die Redaktion einen Artikel von Ahmad Mansour über Judenhass in der deutschen muslimischen Gemeinde veröffentlicht hatte.

## „Kostümjuden“-Debatte
Nachdem Wolff im Juli 2023 auf Zeit Online öffentlich gemacht hatte, nicht von Juden abzustammen, löste ein Artikel von Philipp Peyman Engel in der Jüdischen Allgemeinen die sogenannte „Kostümjuden“-Debatte aus. Die linke israelkritische Haltung und Unterstützung der israelfeindlichen Kampagne Boycott, Divestment and Sanctions (BDS) sowie der Initiative GG 5.3 Weltoffenheit, die Wolff als vermeintlicher Jude vertreten hatte, lösten eine Debatte über linke Israelkritik aus.
Im Mai 2021 hatte Wolff einen Zeit-Essay namens „Ich bin Jude in Deutschland“ veröffentlicht. Seit September 2021 kursierte unter Berliner Journalisten ein Papier, in dem behauptet wurde, dass Wolffs Zugehörigkeit zum Judentum frei erfunden sei. Wolffs ehemalige, mittlerweile verstorbene Lebensgefährtin hatte laut Mirna Funk darüber Informationen gesammelt. Im Juli 2023 gab Wolff in einem langen Artikel bei Zeit Online bekannt, dass er seine Familiengeschichte mütterlicherseits erforscht habe und seine Urgroßmutter evangelisch getauft worden sei. Mirna Funk bezeichnete Wolff in der FAZ als Hochstapler. Die Süddeutsche Zeitung depublizierte daraufhin seine Beiträge. Die Jüdische Allgemeine, für die Wolff von 2010 bis 2015 als freier Autor tätig gewesen war, beschloss, wie auch Zeit Online, die Texte online zu belassen.
Am 1. August 2023 berichtete Zeit Online, Wolffs Essay einem Faktencheck unterzogen zu haben. Dabei seien Indizien entdeckt worden, welche die Darstellungen von Wolff stützen, seine mittlerweile verstorbene Mutter habe ihn im Glauben einer jüdischen Identität aufgezogen. Sowohl E-Mail-Konversationen als auch Personen aus dem engsten Umfeld der Mutter werden hierbei genannt. „Wir müssen weiterhin davon ausgehen, dass Fabian Wolffs Mutter ihm tatsächlich erklärt hat, er habe eine jüdische Ururgroßmutter, somit auch eine jüdische Urgroßmutter und Großmutter – und der Autor dies nicht erfunden hat“, so der Beitrag im „Transparenz-Blog“ von Zeit Online. Zweifel gebe es jedoch an dem behaupteten Zeitpunkt, an dem Wolff Zweifel an seiner jüdischen Herkunft entwickelt hätte. Die Redaktion der Zeit wurde dafür kritisiert, den seit 2021 kursierenden Hinweisen nicht früher nachgegangen zu sein. Der Antisemitismusbeauftragte des Bundes, Felix Klein, verurteilte, dass Wolff eine Betroffenenperspektive erfunden habe. Michael Wolffsohn kommentierte in der NZZ: „Nichts ist unter Linken beliebter als ein Jude, an den sie den eigenen Antisemitismus delegieren können. Fabian Wolff tat ihnen den Gefallen, obwohl er, wie er jetzt weiss, nicht jüdisch ist.“

## Auszeichnungen
- 2015: Der Goldene Maulwurf vom Online-Magazin Der Umblätterer

## Schriften (Auswahl)
- Tony Judt und die Folgen. In: Susan Neiman, Michael Wildt (Hrsg.): Historiker streiten. Gewalt und Holocaust – die Debatte. Der neue Streit über die Wurzeln des Holocaust und die Gewalt im 20. Jahrhundert. Propyläen, Berlin 2022, S. 269–280, ISBN 978-3-549-10050-9.
- Fabian Wolff, Autorenprofil und Verzeichnis der Beiträge bei Zeit Online.